# Три мушкетёра (фильм, 1916)
«Три мушкетёра» (англ. The Three Musketeers) — американский немой приключенческий фильм 1916 года, снятый Чарльзом Суикардом, экранизация романа Александра Дюма «Три мушкетёра». По-видимому, фильм не сохранился.

## В ролях
- Оррин Джонсон[англ.] — д’Артаньян
- Дороти Далтон — королева Анна Австрийская
- Луиза Глаум — миледи Винтер
- Харви Кларк[англ.] — герцог Бэкингем
- Уолт Уитмен[англ.] — кардинал Ришельё
- Артур Мод[англ.] — граф де Рошфор
- Джордж Фишер[англ.] — король Людовик XIII
- Рея Митчелл — Констанция Бонасье
- Альфред Холлингсворт[англ.] — Атос
- Эдвард Кенни — Портос
- Клод Мортенсен —Арамис
- Д.Локни[англ.] — Бонасье